# 老滧港
老滧港，当地人也称其为老滧河，是上海市崇明区中部的一条河流，该河自长江口南支水道始，经老滧港闸及城桥镇、建设镇和东风农场，止于永隆沙的小洪，全长17公里。该河枯水期最浅处仅0.4米，最深处达2.1米，可通行50～80吨级的船舶。民国初年，老滧港自北面入江口往南，过海洪港最后与界排港会合，其南段原称西竖河。中华人民共和国建国时，该港长4.2公里，走向弯曲不利排水。1959年将界排港至南横引河段河流拓宽疏浚，河底最宽有7米。1966年和1970年又先后两次疏浚该河。1979年根据崇明县规划，将老滧港该线新开，项目全长14.17公里。1980年将该港延伸至永隆沙，并建造了南口建老滧港水闸。老滧港南段位于城桥新城核心地带，串联起多个人工湖，是城桥新城的一条重要的景观河道。